# Петухово (Федуринский сельсовет)
Петухово — деревня в Городецком районе Нижегородской области. Входит в состав Федуринского сельсовета.
По данным на 1859 год удельная деревня Петуховское при колодце и болоте в Балахнинском уезде Нижегородской губернии состояла из 7 дворов с 43 жителями.
В 1911 году деревня Петуховская (Петухово) с 18 дворами числилась в 8-м округе Больше-Песошнинской волости того же уезда.
По данным переписи 1929 года Петухово — деревня Митрофановского сельсовета Городецкого района Нижегородского округа Горьковской области с 11 дворами и 56 жителями. В 1973 году Митрофановский сельсовет переименован в Федуринский.
| 2002 | 2010 |
| ---- | ---- |
| 19   | ↗24  |